# 本沢竹雲
本沢 竹雲（もとさわ ちくうん、1836年3月26日（天保7年2月10日）- 1907年（明治40年）10月13日）は、浄土真宗の僧侶で漢学者。「チョンマゲ学校」として知られる山形県東村山郡所在の格知学舎を開いた。幼名は八郎、通称は俊丸（としまる）、字は道承。本名は盛遜。雅号は竹雲、老山、虎山、虚堂、寄嘱子の号があった。

## 生涯
本沢竹雲は、天保7年2月10日（1836年3月26日）、長谷堂（山形市）の西養寺住職安達秀恩の末子として生まれた。幼少より書道を好み、父からは漢籍を学んでこれに親しんだという。
弘化4年（1847年）、姉の嫁ぎ先である二位田村（山形市）の明円寺に寄寓し、翌嘉永元年、その隣村で陣屋のあった佐倉藩領の柏倉（山形市）の藩校成徳書院北庠に通った。嘉永4年（1851年）には上山藩の藩校明新館で史文や四書五経の勉学に努め、五十嵐龍渓を師として書道を学んでいる。翌嘉永5年（1852年）には姉夫婦の養子として正式に入籍し、本沢姓を名乗るようになった。同年、米沢の片山塾でも指導を仰いだが、実家の都合により中途退学し、明円寺に戻って僧侶となる修行に取り組んだ。
安政4年（1857年）向学心の衰えない竹雲は京都へ赴き浄土真宗の高倉学寮に入学して漢詩や漢文学を勉強、翌安政5年（1858年）には江戸の藤森弘庵に師事して、経論と文学を学んだのち帰郷した。そののち再度江戸におもむいた竹雲は安井息軒の三計塾を継ぐよう求められたがそれを断り、また、幕政の立て直しのために見識を求められて江戸幕府の議に参画したこともあったが、そこからも離れて、慶応3年（1867年）には再び郷里に戻り、上山の明新館の督学となって後進の指導にあたった。
その後、明新館が閉鎖され、明治2年（1869年）2月、門下生であった貫津（ぬくつ）村（天童市）名主結城六右衛門の招きで五老山の麓に塾舎「格知学舎」を開設することとなった。竹雲が老山と号するようになったのは学舎の所在地である五老山にちなむ。学舎は明治3年（1870年）に落成し、間もなく寄宿生約三十人と通学生十数名が入門している。
それ以来三十年余の長きにわたって、格知学舎で仏教、儒教を中心に漢学の指導に当たった。門弟に対しては「学問は心と身を善に移す外無之候」という自筆の書付を手渡し、学問とは人の道を歩み実践するためのものであることを説いた。また熱心な佐幕論者であった竹雲は、世間が欧化主義へと向かい、万事洋風化して、日本古来の文化や伝統が失われていくことを嘆き、格知寮で近郷地主層の子弟と起居をともにしながら、自らチョンマゲを結い和服を着た生活を送ったため、「チョンマゲ先生」と呼ばれた。門弟にも和装とマゲの生活を求め、マゲを結うことが門人たる資格条件とされた。竹雲の舶来品嫌いは徹底しており、汽車にも乗らず、ランプも用いず、門弟にも江戸時代そのままの生活を忍ぶ態度を要求している。
湯沢（村山市）の菅原遯、長瀞（東根市）の寒河江市隠と並んで「村山の三儒者」と称された竹雲の学識は明治政府の知るところとなり、政府への出仕を求められたこともあったが、竹雲はそれを断り、隠遁者的生活を貫く一方で村山地方の青年教育に意を注いだ。明治40年（1907年）、病に倒れ、同年10月13日に71歳の生涯を閉じた。